# Ланда, Полина Соломоновна
Полина Соломоновна Ланда (15 февраля 1931, Киев — 21 сентября 2022, Москва) — советский и российский физик, доктор физико-математических наук, профессор.

## Биография
Полина Соломоновна родилась 15 февраля 1931 года в Киеве. С началом войны семья эвакуировалась на Урал, в село Быньги Невьяновского района Свердловской области, затем в сам Свердловск.  Вскоре после окончания войны семья переехала в Москву, где в 1948 году Полина Соломоновна окончила с золотой медалью среднюю школу и поступила без экзаменов на физический факультет МГУ.  В 1953 году она получила диплом с отличием и была распределена на работу в закрытое предприятие («почтовый ящик»).  В 1956 году Полина Соломоновна вернулась на свой родной факультет на кафедру общей физики для мехмата и проработала на физфаке МГУ практически всю жизнь, до 2020 года.
В 1960 году Полина Соломоновна защитила кандидатскую диссертацию, озаглавленную «Об устойчивости автоколебательных систем и систем автоматического управления при наличии случайных воздействий». Ее научным руководителем был профессор Сергей Павлович Стрелков – ученик и сотрудник основателей советской школы теории колебаний академиков Л.И. Мандельштама и А.А. Андронова. Всю свою дальнейшую научную жизнь Полина Соломоновна продолжала и развивала идеи этой научной школы.
После защиты П.С. Ланда продолжила работу по теме диссертации, исследуя флаттер крыла самолёта и влияние шумов на автогенераторы, и одновременно занялась новыми задачами. Основным направлением ее работы в те годы стало исследование естественных флуктуаций, автоколебательных режимов и синхронизации мод в лазерах; по результатам этих работ в 1972 году Полина Соломоновна защитила докторскую диссертацию на тему «Исследование динамических и статистических характеристик оптических квантовых генераторов и усилителей».  
Другой областью интересов Полины Соломоновны стало исследование ионизационных волн (страт) в плазме. Эти работы началась с решения прикладных задач. В плазме гелий-неоновых лазеров, работающих на постоянном токе, возникала стратификация разряда. Это нежелательное явление делало невозможным работу гелий-неоновых лазерных гироскопов. Полина Соломоновна рассмотрела условия самовозбуждения страт в низкотемпературной плазме и способы их асинхронного подавления. В дополнение к большой серии статей по этой тематике был опубликован обзор в УФН.
В фокусе научных интересов Полины Соломоновны всегда были общие вопросы теории колебаний.  В начале восьмидесятых годов вышли две ее основополагающие книги по автоколебаниям [4,5]. В это же время она активно занялась исследованиями в бурно развивающейся области – хаотической динамике. Её интересовали проблемы перемежаемости, взаимодействия хаотических и периодических систем, механизмы возникновения иррегулярной динамики в автоколебательных системах с инерционным самовозбуждением и в системах с запаздыванием, переходы “хаос – порядок”, анализ хаотических систем по экспериментальным данным, и многие другие. Одним из итогов работы этого периода стала вышедшая в 1987 году монография [6], написанная Полиной Соломоновной совместно с Ю.И. Неймарком; через 5 лет вышло английское издание этой книги.
В конце восьмидесятых годов Полина Соломоновна решила ряд задач акустики. Ее интересовали такие проблемы как роль автоколебаний в механизмах генерации звука в потоках жидкостей и газов, генерация звуковых волн за счет их взаимодействия с источниками тепла, возбуждение гидродинамических и акустических волн в дозвуковых струйных и отрывных течениях.

## Избранные работы
- Автоколебания в системах с конечным числом степеней свободы. Изд. 2-е. Москва: URSS, 2010. ISBN 978-5-397-01090-0, 359 с.
- Автоколебания в распределённых системах / П. С. Ланда. — М. : Наука, 1983. — 320 с. : ил.; 22 см; ISBN В пер. (В пер.) : 3 р. 60 к.
  - Автоколебания в распределённых системах / П. С. Ланда. — Изд. 2-е. — Москва : URSS, 2010. — 320 с. : ил.; 22 см; ISBN 978-5-397-01105-1
- Нелинейные колебания и волны / П. С. Ланда. — Москва : Наука : Изд. фирма «Физ.-мат. лит.», 1997. — 495 с. : ил.; 25 см; ISBN 5-02-015212-9.
  - Нелинейные колебания волны : [динамические модели, собственные и вынужденные колебания и волны, колебания и волны в активных системах. Автоколебания и автоволны, автоколебания в жидкостях и газах и переходы к турбулентности] / П. С. Ланда. — Изд. 2-е, испр. и доп. — Москва : ЛИБРОКОМ, 2010. — 551 с. : ил.; 22 см. — (Синергетика: от прошлого к будущему).; ISBN 978-5-397-01296-6
- Regular and chaotic oscillations / Polina S. Landa. — Berlin [etc.] : Springer, cop. 2001. — XII, 395 с. : ил.; 24 см. — (Foundations of engineering mechanics) (Engineering online library).; ISBN 3-540-41001-5
- Машина решает / П. С. Ланда, А. А. Харламов. — Москва : Просвещение, 1970. — 160 с. : ил.; 20 см. — (Б-ка школьника).
- Хаотические автоколебания в динамических системах / П. С. Ланда; МГУ им. М. В. Ломоносова, Физ. фак., Секция о-ва «Знание» отд-ния радиофизики. — М. : Изд-во МГУ, 1989. — 27 с.; 20 см; ISBN 5-211-01296-8 : 5 к.
- Стохастические и хаотические колебания / Ю. И. Неймарк, П. С. Ланда. — М. : Наука, 1987. — 422,[1] с. : ил.; 22 см; ISBN (В пер.) (В пер.) : 4 р. 50 к.
  - Стохастические и хаотические колебания / Ю. И. Неймарк, П. С. Ланда. — Изд. 2-е, доп. — Москва : Книжный дом «ЛИБРОКОМ», cop. 2009. — 424, [1] с. : ил., табл.; 22 см. — (Синергетика: от прошлого к будущему).; ISBN 978-5-397-01245-4
- Волновые и флуктуационные процессы в лазерах / Зейгер С.Г., Климонтович Ю.Л., Ланда П.С., Ларионцев Е.Г., Фрадкин Э.Е. - Наука, Москва, 1974 (416 стр.).
- Естественные флуктуации в лазерах. /  Климонтович Ю.Л., Ковалев А.С., Ланда П.С. - УФН, 1972, т. 106, № 2, 279–313.
- Ионизационные волны в низкотемпературной плазме. /  Ланда П.С., Мискинова Н.А., Пономарев Ю.В. -  УФН, 1980, т. 132, вып. 4, 601–637.
- Nonlinear Oscillations and Waves in Dynamical Systems. /  Landa P.S. - Kluwer Academic Publishers, Dordrecht-Boston-London, 1996 (538 стр.).